# Салакру, Арман
Арман Салакру (фр. Armand Salacrou; 9 августа 1899, Руан — 23 ноября 1989, Гавр) — французский драматург.

## Жизнь и творчество
Приехав в Париж в 1917 году, А. Салакру сначала изучает медицину, а затем философию. В своём литературном творчестве сперва увлекается сюрреализмом. Ранние его пьесы посвящены темам любви и юности, пытающимся найти своё место в самодовольно-тупом мире буржуа. Особую известность принесла Салакру пьеса «Пачули, или Превратности любви», написанная в 1927 году и вызвавшая противоречивые отклики французской прессы. Во время постановки «Пачулей…» он знакомится с Ш. Дюлленом, ставшим впоследствии его другом.
В 1931 году Дюллен ставит новую пьесу Салакру — драму «Атлас-отель» (1929), в которой играет главную роль, Огюста. В 30-е годы XX столетия Салакру пишет целый ряд драматических произведений, среди которых особо выделяется пьеса «Земля кругла» (1937), действие которой происходит во Флоренции 1492—1498 годов. В ней, изображая эпоху правления Савонаролы, автор показывает бесчеловечность и нравственную беспринципность религиозного фанатизма. 3 ноября 1938 года состоялась премьера пьесы, поставленной Дюлленом. Он же сыграл в спектакле и роль Савонаролы. Сильвио в драме «Земля кругла» был первой большой ролью Ж.-Л. Барро.
В годы Второй мировой войны А. Салакру — в Движении Сопротивления; в 1944 он вступает в вооружённые силы Свободной Франции. В эти и послевоенные годы драматург создаёт целый ряд пьес, так или иначе связанных с военной темой. Особую известность получила драма «Ночь гнева», поставленная Барро в 1946 году. Другой выдающейся работой стала пьеса «Архипелаг Ленуар» (1945—1947).
В 1949—1983 годы А. Салакру — один из президентов Гонкуровской академии.

## Избранные пьесы
- Разбивающий тарелки (1923)
- Стеклянный шар (1924)
- Земной круговорот (1925)
- Пачули, или Превратности любви (1927)
- Атлас-отель (1929)
- Пуф (1930-33)
- Свободная женщина (1930-33)
- Незнакомка из Арраса (1931-35)
- Земля кругла (1937)
- Маргарита (1941)
- Обручение в Гавре (1942)
- Солдат и колдунья (1942)
- Ночи гнева (1946)
- Архипелаг Ленуар (1945-47)
- Зеркало (1956)
- Бульвар Дюран (1960)
- Чёрная улица (1968).